# Chilicola polita
Chilicola polita är en biart som beskrevs av Michener 1994. Chilicola polita ingår i släktet Chilicola och familjen korttungebin. Inga underarter finns listade i Catalogue of Life.